# 吉田裕平
吉田 裕平（よしだ ゆうへい、1996年11月19日 - ）は、愛知県常滑市出身のボートレーサー。登録第4914号。身長167cm。血液型AB型。117期。愛知支部所属。愛知県立常滑高等学校中退。父は元ボートレーサーの吉田徳夫、同期には、実兄の吉田凌太朗のほか、寺島美里、渡邉真奈美、菊地敬介、出口舞有子、山川雄大、上田龍星、薮内瑞希、らがいる。

## 来歴
ボートレーサーの父親吉田徳夫に憧れて、ボートレーサーを志す。
- 2014年10月、愛知県立常滑高等学校を中退し、第117期選手養成員としてやまと学校に入学。在校成績はリーグ勝率7.71(第1位)、優勝1回。なお卒業記念競走は事故パンのため出場していない。
- 2015年11月27日からボートレース常滑で開催された 一般戦「第7回BOATBoyカップ」初日第1Rでデビュー。[3]。(6号艇6コース、6着)　同節の最終4日目のデビュー5走目で初勝利[4](5号艇6コース 決まり手：差し)
- 2018年6月15日からボートレース蒲郡で開催された 一般戦「蒲郡市観光協会会長杯争奪 蒲郡あじさい特別競走」でデビュー初優出[5]。(6号艇6コース 6着)（デビュー2年9ヶ月）
- 2018年12月23日からボートレース蒲郡で開催された 一般戦「2018Xマス&ファイナルカップ」でデビュー初優勝。（1号艇1コース、逃げ）（デビュー3年3ヶ月）
- 2019年9月18日からボートレース三国で開催された G1「第6回ヤングダービー」でG1初出場、初日第6Rで3号艇3コースからまくりでG1初勝利[6]をあげると、そのままの勢いでF2ながら予選トップ通過を果たす[7]。(準優勝戦3着)
- 2020年7月3日からボートレース蒲郡で開催された 一般戦「ルーキーシリーズ第11戦 スカパー！ＪＬＣ杯」でデビュー2回目の優勝を果たす[8]。
- 2020年9月1日から、ボートレース常滑で開催された G2「モーターボート大賞〜昭和VS平成〜」で予選トップ通過を果たすが、優勝戦は6号艇深川真二の前付けに合い、5着に終わる[9]。

## 人物・エピソード
- 両親ともに65期の元選手で父親は登録第3452号の吉田徳夫、母親は登録第3451号の吉田幸恵。ボートレーサーになったきっかけも父親の影響である。
- 兄は登録第4903号の吉田凌太朗で117期の同期である。なお吉田裕平は5人兄弟の次男である。
- 119期の登録第4965号福岡泉水は義姉にあたる。
- 126期の登録第5125号高井雄基は鬼崎南小学校と鬼崎中学校の同級生である。
- 趣味はポケモンGO、ギター、サッカー。
- 同支部の河村了が社長という、"子会社の仲間たち"の経理を担当する新入社員であり、LINEスタンプもある。
- 2017・2018常滑フレッシュルーキー、2020東海地区トップルーキー、2021トップルーキー。
- 一歩引いて男を立ててくれるような女性が魅力的だとインタビューで語っている。
- 握って回る若手らしいレーススタイルが印象的だが、差し巧者でもある。
- ボートレースYouTuber『シトとエドセポネのニューウェーブ』が1番好きなボートレーサーとして推している。

## 主要獲得タイトル

### G1
- 京極賞 開設72周年記念競走 (2024年11月14日、丸亀競艇場)

## 戦績
- 出走回数 917回
- 優出回数 19回
- 優勝回数 2回
- 1着 2168回
- フライング(F)回数：12回
- 出遅れ(L)回数：0回
- 通算勝率 5.52
- 2連対率：35.33
- 3連対率：55.40
- 生涯獲得賞金 79,764,300円